# 컬러브로
컬러브로(Collabro)는 잉글랜드의 보이 밴드이다. 마이클 오거, 리처드 해드필드, 제이미 램버트, 맷 패건, 토머스 J 레드그레이브로 이루어진 이 음악 그룹은 2014년 《브리튼스 갓 탤런트》 8번째 시즌에 참가하여 우승하였다. 데뷔 음반 Stars는 2014년 8월 18일 발매되었다.